# Grupo Ofá
Grupo Ofá é um grupo musical formado por integrantes da comunidade do Terreiro do Gantois. Com Indicações ao Grammy Latino é o Independent Music Award for Best Album World Traditional.

## Álbuns
- Odum Orim: Festa da Música de Candomblé
- Odum Orim
- Obatalá - Uma Homenagem a Mãe Carmen

## Prêmios e indicações
- Grammy Latino de melhor álbum de música de raiz em língua portuguesa

- Independent Music Award for Best Album - World Traditional